# Kauli Vaast
Kauli Vaast (Vairao, 26 febbraio 2002) è un surfista francese, originario dalla collettività d'oltremare della Polinesia francese, campione olimpico a Parigi 2024.

## Biografia
È nato nella città di Vairao, sull'isola di Tahiti, nella collettività d'oltremare della Polinesia francese. Ha due fratelli minori, una sorella e un fratello. Anche sua sorella, Aelan Vaast, è una surfista professionista.
Ha iniziato a praticare il surf con il padre all'età di quattro anni. A sei anni ha iniziato a fare surf da solo. A otto anni, ha surfato per la prima volta a Teahupo'o e ha vinto una gara di surf locale, motivandolo ad allenarsi a livello competitivo come surfista in Francia.

## Carriera
E' tre volte campione europeo junior WSL (2017, 2019 e 2020). Nel 2019, Vaast ha vinto contro il surfista hawaiano Tyler Newton ai Tahiti Pro Trials 2019, conquistando una wildcard al Tahiti Pro Teahupo'o 2019. È poi avanzato agli ottavi di finale, dove è stato sconfitto da Jérémy Florès.
Si è piazzato secondo nell'Outerknown Tahiti Pro 2022, dietro a Miguel Pupo.
Nel 2023 ha ottenuto la sua prima vittoria WQS in Marocco, al Rip Curl Pro Search Taghazout Bay.
Si è qualificato per le Olimpiadi del 2024 agli ISA World Surfing Games del 2023, sconfiggendo il surfista spagnolo Gonzalo Gutiérrez per conquistare la qualificazione riservata alla zona europea.
Agli ISA World Surfing Games 2024, ha vinto la medaglia di bronzo, piazzandosi dietro Gabriel Medina e Ramzi Boukhiam.
Ha rappresentato la Francia ai Giochi olimpici estivi di Parigi 2024, disputati presso il villaggio di Teahupo'o a Tahiti, dove ha vinto la gara di shortboard, davanti all'australiano Jack Robinson ed al brasiliano Gabriel Medina.

## Palmarès
- Giochi olimpici

Parigi 2024: oro nello shortboard;
- World Surfing Games

La Bocana 2023: argento nella gara a squadre;
Arecibo 2024: bronzo nello shortboard;